# Curt Echtermeyer
Curt Echtermeyer (* 1896 in Valparaíso, Chile; † 11. Dezember 1971 in San Vicente de Calders, Provinz Tarragona, Katalonien), auch bekannt als Curt Bruckner oder Curt Bruckner-Echtermeyer, war ein deutscher Maler.

## Leben
Echtermeyer wurde 1896 in Chile als Sohn eines deutschen Einwanderers und seiner chilenischen Frau geboren. Die Familie kehrte bald darauf nach Deutschland zurück. Mit seiner Schwester Mercedes wuchs er in Berlin auf, wo er ab 1914 eine (bislang nicht identifizierte) Kunstschule besuchte. 
Curt Echtermeyer war mit dem Schriftsteller Ernst Theodor Echtermeyer und dem Bildhauer Carl Friedrich Echtermeier, vormals Echtermeyer, verwandt. Letzterer änderte die Schreibweise seines Namens 1905, vermutlich, um sich von seinem ältesten Sohn Romolus, Curts Vater, zu distanzieren.
1925/26 lebte er in Paris, wo er Verbindung zu surrealistischen Künstlern aufnahm.
1962 zog er, veranlasst vom Mauerbau, von Berlin in die Altstadt von Bamberg, deren Erscheinung und Brauchtum ihn beeindruckten. Seit 1969 hatte er einen Wohnsitz in Spanien, in Sichtweite des Mittelmeeres, und zwar in der Ortschaft San Vicente de Calders in der Provinz Tarragona. Dort kamen er und seine Frau Wally am 11. Dezember 1971 bei einem Unfall zu Tode und wurden in El Vendrell begraben.
Dieser Vertreter der Klassischen Moderne führte ein künstlerisches Doppelleben, indem er einerseits eine surrealistische und expressionistische Formensprache entwickelte, andererseits sehr beliebte Ölgemälde nach der Art des Realismus des 19. Jahrhunderts produzierte. Als Curt Echtermeyer schuf er oft dunkle und weiträumige, traumhafte und beunruhigende Bildwelten; als Curt Bruckner hingegen brachte er anheimelnde, idyllische, alltägliche, oft auch historische Szenen hervor.